# Campo dei Gesuiti
Le Campo dei Gesuiti (littéralement, place des Jésuites) est une place (campo) de Venise, située dans le sestiere de Cannaregio, près des Fondamenta Nuove.

## Description
La forme du campo est celle d'un rectangle développé en longueur du sud vers le nord, où il s'ouvre sur la Fondamenta Nuove.
Le domaine doit son nom à la présence historique du complexe des Jésuites, qui occupe tout le côté est, avec la façade baroque blanche de l'Église des Jésuites et son monastère, dont la façade s'étend sur trois niveaux.
Sur le côté ouest en face de l'église se trouvent des maisons populaires typiques en plâtre polychrome, et devant le monastère, un important bâtiment ayant appartenu à une noble famille de la noblesse vénitienne, le Palais Zen. À côté du palais et attaché à elle, on voit l'Oratorio dei Crociferi, qui abrite des chefs-d'œuvre de Palma le Jeune.
Devant le complexe monastérail se trouve un vieux puits en pierre, debout sur trois marches de forme hexagonale, déjà présent au XVIIIè siècle, comme en témoigne un tableau de Canaletto.

## Images

Eglise des Jésuites
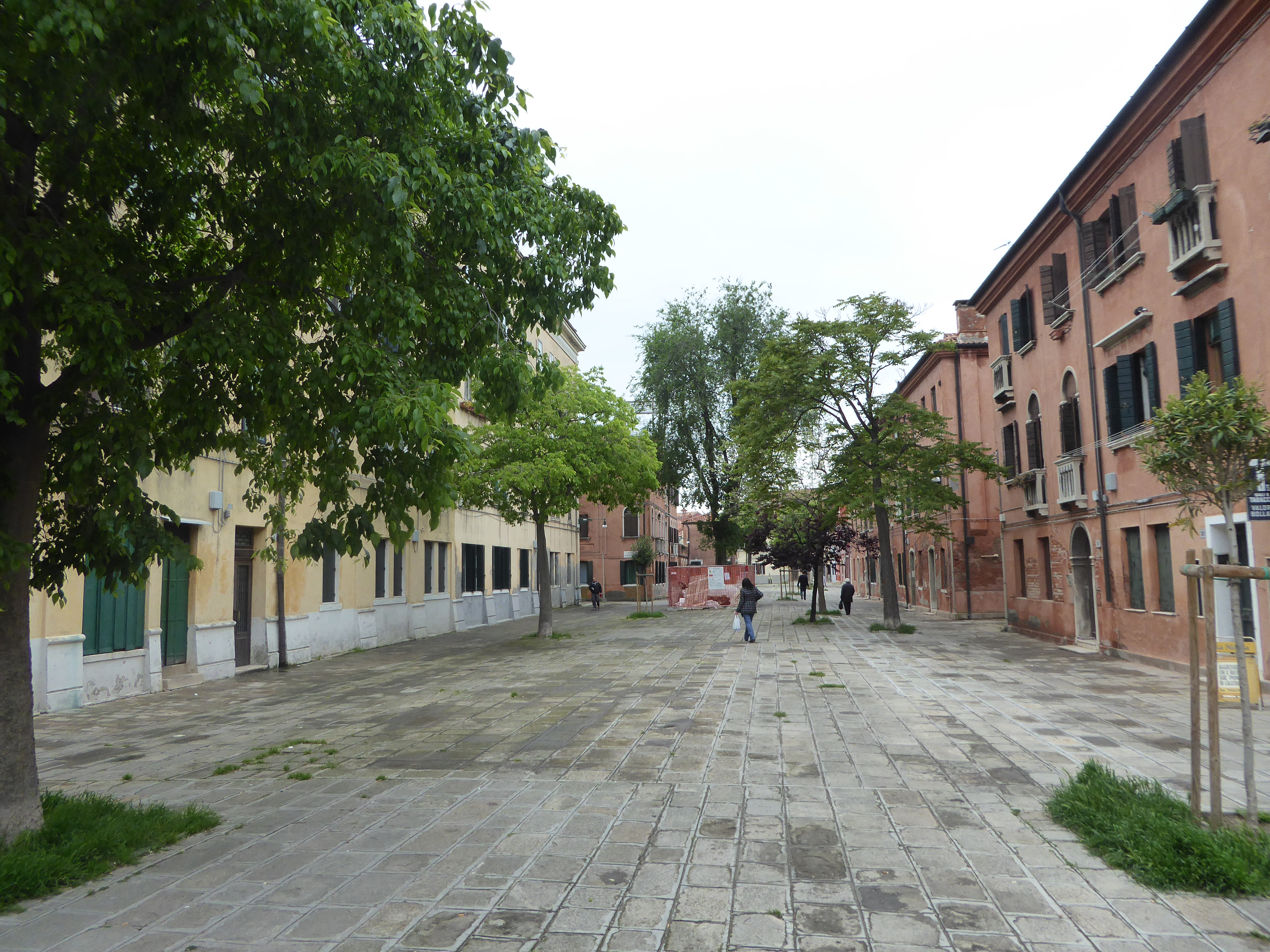
Maisons traditionnelles
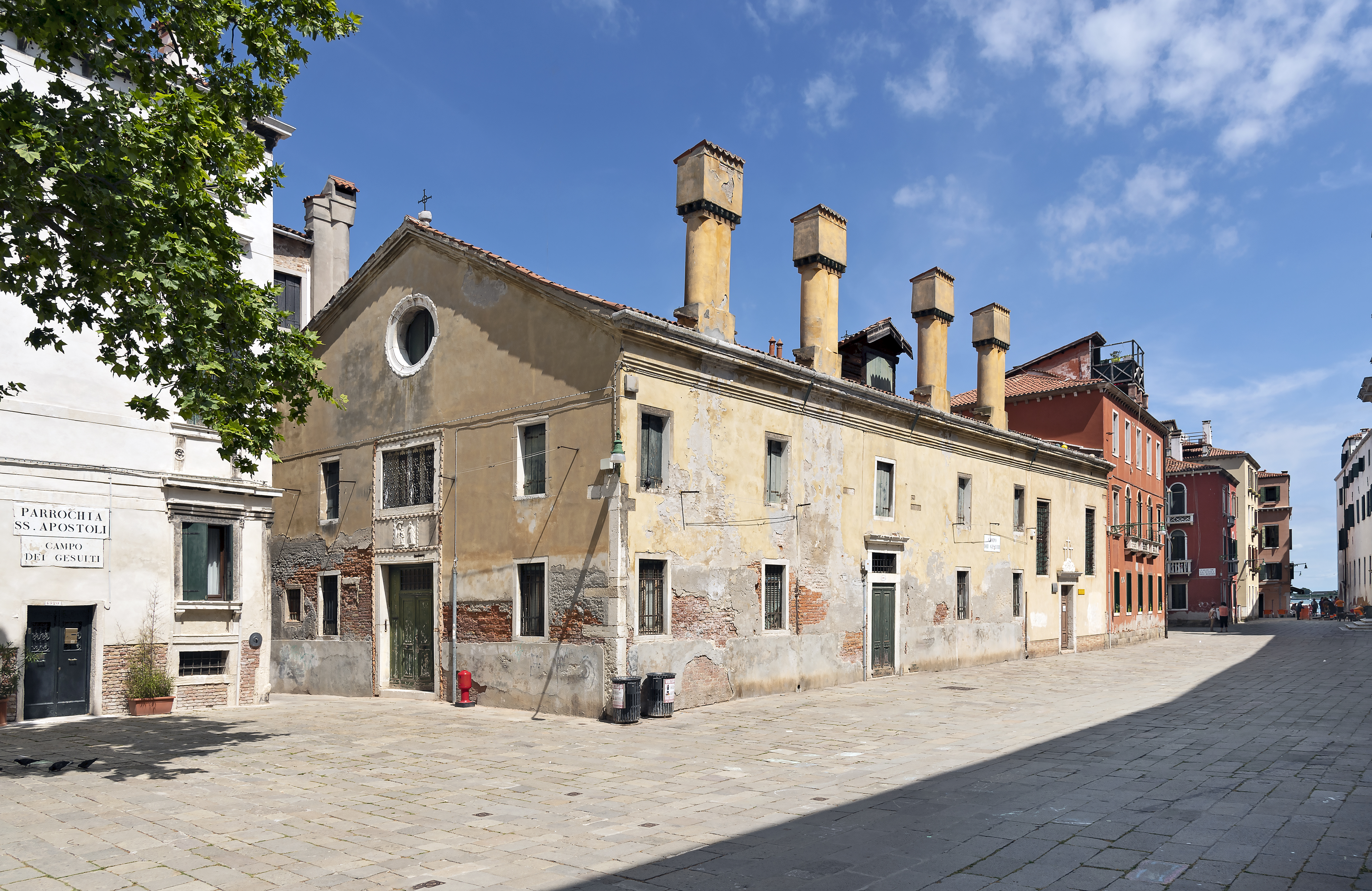
Oratorio dei Crociferi
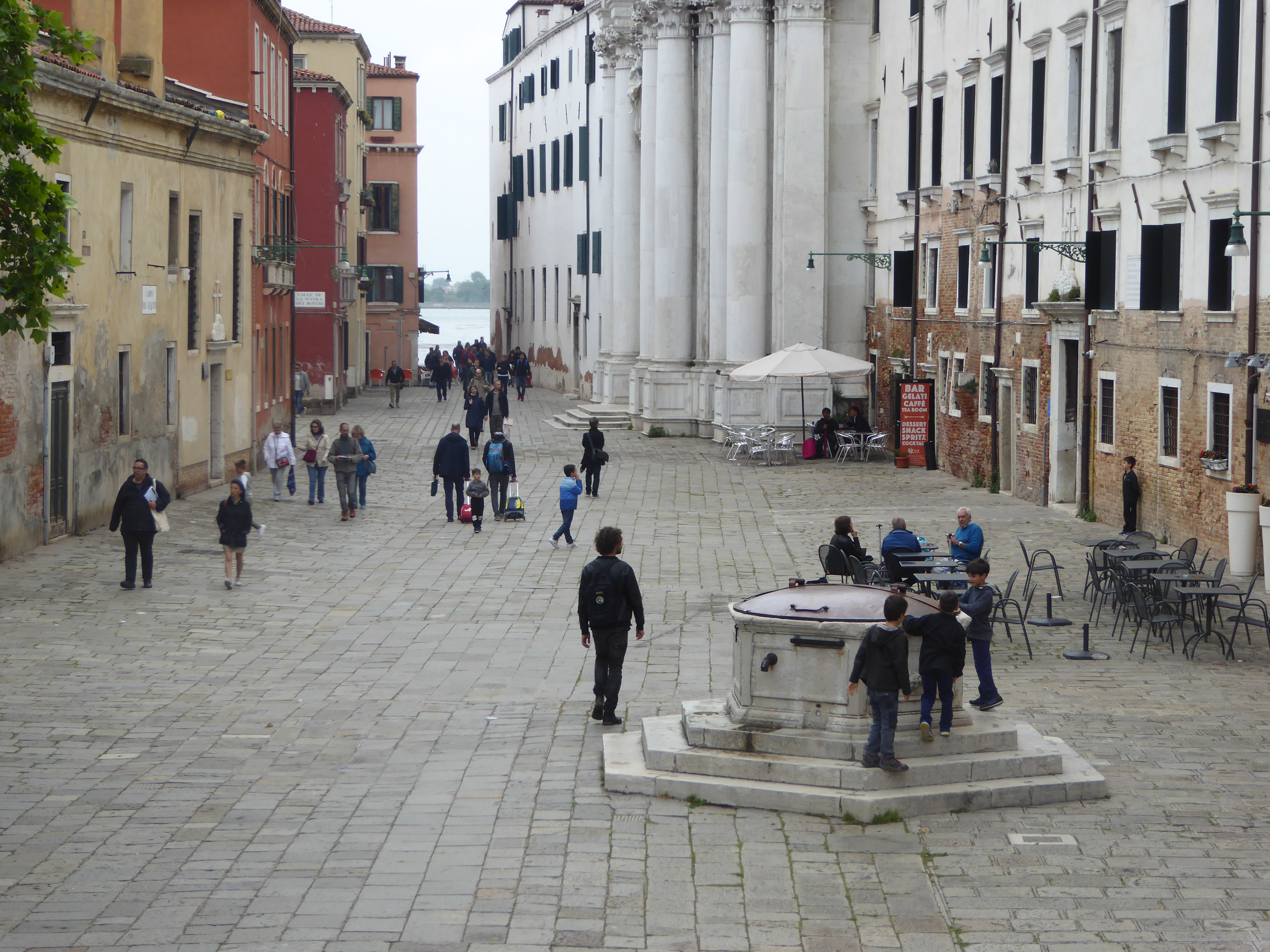
Le campo et le puits
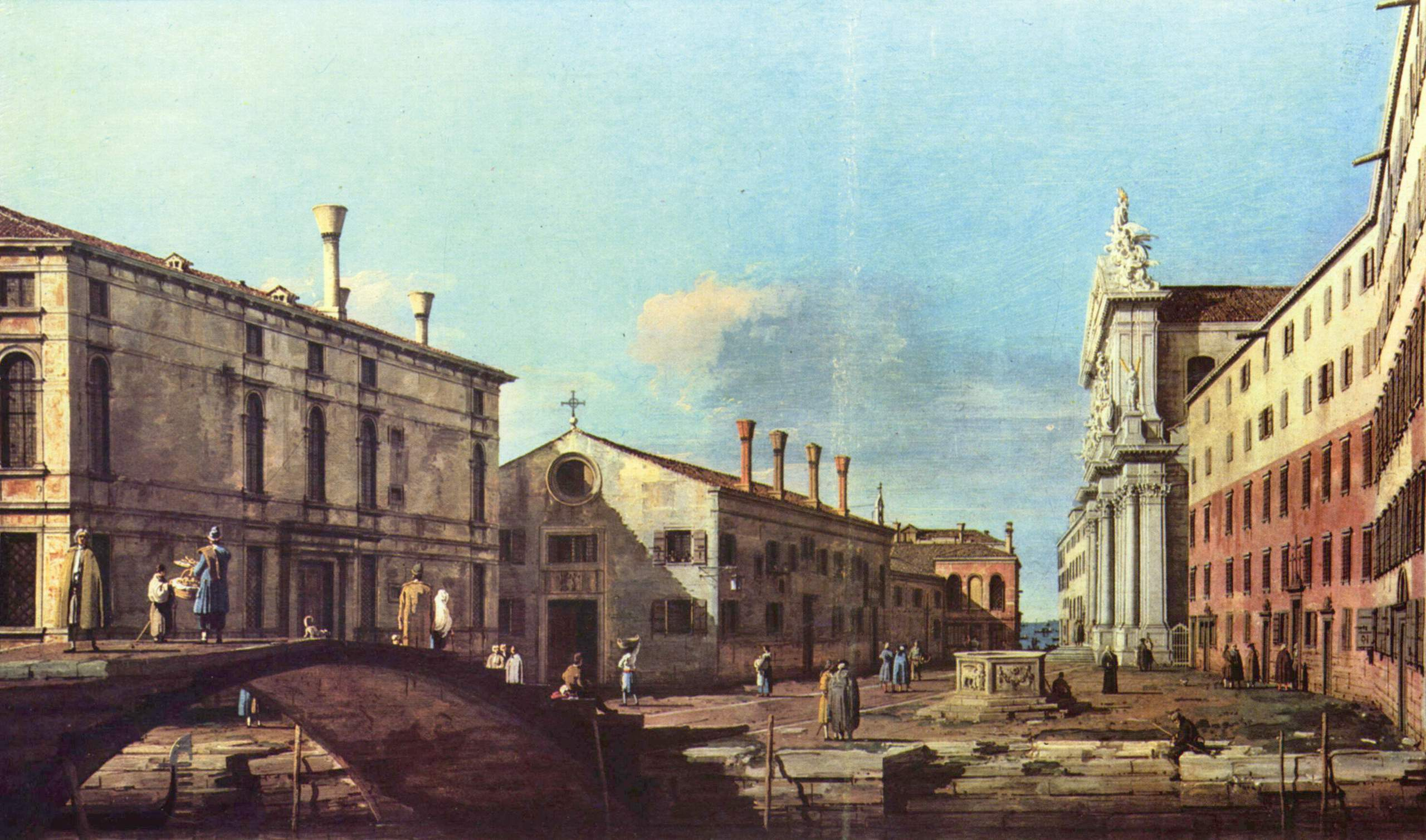
Le campo représenté par Canaletto au XVIIIe siècle